# 미야자키 다카히로

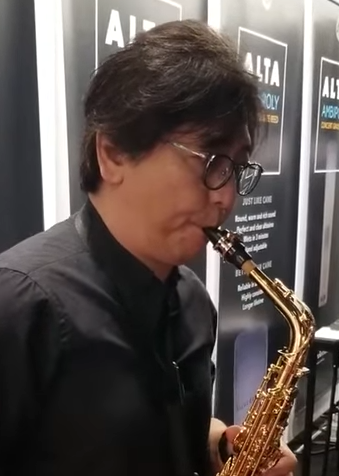

미야자키 다카히로(일본어: 宮崎 隆睦, 1969년 5월 23일 ~ )는 일본의 색소포니스트이다. 일본의 퓨전재즈 밴드 티스퀘어에서 1998년부터 2000년까지 활동하였다.